# Oncocephala madoni
Oncocephala madoni is een keversoort uit de familie bladkevers (Chrysomelidae). De wetenschappelijke naam van de soort werd in 1941 gepubliceerd door Maurice Pic.